# Valahol Európában (film)
A Valahol Európában 1947-ben forgatott és 1948. január 1-jén bemutatott magyar filmdráma Radványi Géza rendezésében.

## Cselekmény
A második világháború utáni időszakban.
Szereplői az árván, otthontalanul kóborló gyerekek, akik bandákba verődve járják az országot, és úgy tartják el magukat, ahogy tudják: élelmet lopnak. Hamarosan körözést adnak ki ellenük. Szerencséjükre találnak egy elhagyatottnak látszó várat egy kopár hegyen. Az azonban nem lakatlan, Simon Péter egykori karmester lakja, aki a világból kiábrándulva, magányosan él itt. A gyermekek először idegenkednek a felnőttől, majdnem fel is akasztják, ám hamarosan megbarátkoznak vele, sőt meg is szeretik. Simon ugyanis nem hazudik nekik, és nem csapja be őket, mint a többi felnőtt. Sőt, öntudatra ébreszti őket. Megtanítja nekik, hogy a szabadság a legfontosabb érték, melyhez minden embernek (így nekik) is joguk van. Együtt hozzák rendbe a rozoga várat, közben a Marseillaise-t fütyülik. A gyerekek azonban lebuknak, és elfogatásukra több felnőtt is megindul. A szabadságukat nem kívánják feladni, harcolnak érte, és el is űzik a felnőtteket, ám harc közben egy puskalövéstől az egyik gyerek, Kuksi halálos sebesülést szerez. Kénytelenek bevinni őt a faluba, holott tudják, így elfogják őket. Kuksi meghal, ám Simon a városból olyan rendelkezést hoz, amely a gyermekeket felmenti a kényszerű tolvajlásokból fakadó büntetések alól, és a várat is az ő birtokukba adja.

## A film készítése
A második világháború után mindegyik jelentősebb párt saját filmgyártó céget alapított, hogy ideológiájának leginkább megfelelő filmeket forgasson. A magántőke bevonásával nem sikerült új szellemű, kiugró alkotásokat készíteni, így végül is egy 1947-es kormányrendelet segített átjutni a holtponton, amely 200 ezer forintos segélyt vagy hitelt adott a pártoknak filmforgatásra. A Hunnia Filmgyár Részvénytársaság három vállalkozóval kötött szerződést, közöttük a Magyar Kommunista Párt által alapított Radványi Mafirt produkcióval, amely a Valahol Európában filmdrámát tervezte filmre vinni. Radványi eredetileg magyar–román, később magyar–osztrák koprodukcióban készítette volna el a filmet, de tárgyalásai kudarccal végződtek. Ennek ellenére az 1947. augusztus 25-én forgatni kezdett alkotás elsőként készült el.
A stábban a korszak sok nagy alkotója benne volt, sőt a következő generáció legjelentősebb tagjai is segédkeztek.
A gyermek főszereplőket árvaházakból válogatták ki. Kuksira sokáig nem akadtak rá, mígnem egyszer felfigyeltek a filmgyár takarítónőjének kisfiára, Horváth Lacira, ő lett Kuksi. 
A gyerekek önmagukat adták a filmben: a való életben is igazi csínytevők voltak (almát loptak, lerészegedtek a forgatás egyik napján, tintát öntöttek az egyik templom szenteltvíz-tartójába stb.). A Valahol Európában forgatása után ugyanezekkel a gyerekekkel forgatta Makk Károly is első filmjét, az Úttörők munkacímű Kék nyakkendős csillagok című művet, melyet azonban betiltottak. A film gyerekszereplőinek zöme a Gaudiopolisból került ki. Egybehangzó vélemények szerint a miniállam léte inspirációja is volt az alkotásnak.
A várról a külső felvételek a cseszneki várban készültek.
A film forgalmazására a kommunista pártnak már nem volt pénze, ezért az összes forgalmazási jog Radványit illette, aki filmjével bejárta a világot. Pl. Lengyelországban 1975. április 4-én a TVP1 csatornán mutatták be 10:00-12:40 között 'Gdzieś w Europie' címmel, a hazánk felszabadulásának 30. évfordulójára rendezett háromnapos műsorfolyam részeként.
A film 2000-ben bekerült minden idők legjobb 12 magyar alkotása közé, 2012-ben pedig a Magyar Művészeti Akadémia tagjai beválogatták a legjobb 53 magyar film közé is.

## Stáblista
- rendező: Radványi Géza
- forgatókönyvíró: Balázs Béla ötlete alapján, Balázs Béla, Radványi Géza, Máriássy Félix, Máriássy Judit
- operatőr: Hegyi Barnabás
- vágó: Máriássy Félix
- segédrendezők: Makk Károly, Bacsó Péter, Herskó János, Herskó Anna
- segédoperatőr: Illés György
- pedagógus, valamint a gyermekeket betanította: Gál Ferusz József
- zene: Buday Dénes
- hangmérnök: Rónay Gyula
- díszlettervező: Pán József, Benda Miklós
- gyártásvezető: Szirtes László
- gyártó: Radványi produkció, MAFIRT

## Szereplők
- Somlay Artúr (Simon Péter)
- Gábor Miklós (Hosszú Péter)
- Bánki Zsuzsa (Éva)
- Bárdy György (rendőr)
- Horváth Laci(wd) (Kuksi)
- Rozsos István
- Harkányi Endre
- Rónai András (Ficsúr)
- Bicskey Károly
- Tollas András
- Kemény László
- Színház- és Filmművészeti Főiskola hallgatói

## A film eszperantó nyelvű szinkronja
A filmet a 72. Eszperantó Világkongresszuson mutatták be Varsóban - 1987